# Bourret (Tarn-et-Garonne)
Bourret település Franciaországban, Tarn-et-Garonne megyében. Lakosainak száma 974 fő (2022. január 1.). Bourret Escatalens, Cordes-Tolosannes, Mas-Grenier, Montaïn, Montech és Saint-Sardos községekkel határos.

## Népesség
A település népessége az elmúlt években az alábbi módon változott:
| Lakosok száma | 835  | 874  | 911  | 924  | 938  | 959  | 981  | 977  | 974  |
|               | 2013 | 2015 | 2016 | 2017 | 2018 | 2019 | 2020 | 2021 | 2022 |